# Philipp Helbach
Philipp Helbach (* 28. September 1900 in Wilstorf; † 22. März 1982 in Buchholz) war ein niedersächsischer Kommunalpolitiker und Landtagsabgeordneter (SPD).
Helbach war Sohn des aus dem Rheinland stammenden Gastwirtes Philipp Helbach und der Katharina Helbach geb. Stölcken aus Neuenfelde. Er besuchte die Volks- und Mittelschule in Harburg. Im Separatorenwerk in Sinstorf erlernte er den Beruf des Maschinenbauers. 
Er leistete ab Oktober 1917 Militärdienst, danach arbeitete Philipp Helbach von 1919 bis 1939 als Maschinenbauer und Schlosser auf Schiffswerften und in Fabriken, auch im Ausland. Im Zweiten Weltkrieg war er ab 1939 bis Ende Soldat. Danach wohnte und arbeitete er als selbständiger Handwerker in Meckelfeld. Er war zweimal verheiratet, hatte aber keine Kinder.
1919 trat Philipp Helbach in die SPD ein. Die Gemeinschaft der Meckelfelder Sozialdemokraten fand in ihm gleich nach seiner Rückkehr aus dem Krieg ihren tatkräftigen, geschickten und geselligen Anführer. Der Gemeinderat wählte ihn 1946 zum Bürgermeister von Meckelfeld. In diesem Amt hat Philipp Helbach ohne Unterbrechung bis zur Gründung von Seevetal 1972 erfolgreich gewirkt, 1972 bis 1976 als Ortsbürgermeister von Meckelfeld/Klein Moor und als Beigeordneter der neuen Gemeinde.
Als er 1976 aus Altersgründen ausschied, machte ihn Seevetal zu seinem ersten Ehrenbürger.
Während Helbachs Amtszeit als Bürgermeister wurde aus dem dörflich geprägten Meckelfeld von 1.500 Einwohnern ein vorstädtischer Wohnort für 10.000 Menschen. Helbach vor allem ist es zu verdanken, dass der Ort mit Schulen und anderen wichtigen Einrichtungen, Lebensmittelpunkt für Jung und Alt werden konnte. Zur Erinnerung an ihn heißt das Meckelfelder Veranstaltungs- und Verwaltungsgebäude Helbach-Haus.
Philipp Helbach war von 1948 bis 1976 Mitglied des Kreistages. 1948 bis 1951 und 1964 bis 1968 amtierte er als Landrat des Kreises Harburg, 1961 bis 1964 als dessen Stellvertreter. Nach Helbachs Plänen wurde 1949 die Kreisbaugenossenschaft Harburg gegründet, und unter seinem Vorsitz baute sie Häuser und Wohnungen für Flüchtlinge und Vertriebene an vielen Orten des Kreises.
Vom 6. Mai 1955 bis 5. Mai 1967 war Philipp Helbach Mitglied des Niedersächsischen Landtages (3. bis 5. Wahlperiode) für den Wahlkreis 59.